# Ceredigion (circonscription du Senedd)
Pour les articles homonymes, voir Ceredigion (homonymie).
Ceredigion est une circonscription de l'Assemblée nationale du pays de Galles.

## Membres de l'Assemblée
| Élection | Élection | Membre     | Parti       | Portrait |
| -------- | -------- | ---------- | ----------- | -------- |
|          | 1999     | Elin Jones | Plaid Cymru |          |

## Élections

### Élections dans les années 2010
| Élections de l'Assemblée galloise 2016: Ceredigion |                   |                  |        |      |      |
| Parti                                              | Parti             | Candidat         | Votes  | %    | ±    |
|                                                    | Plaid Cymru       | Elin Jones       | 12,014 | 40.7 | −0.6 |
|                                                    | Liberal Democrats | Elizabeth Evans  | 9,606  | 32.6 | −2.6 |
|                                                    | UKIP              | Gethin James     | 2,665  | 9    | N/A  |
|                                                    | Conservateur      | Felix Aubel      | 2,075  | 7    | −2.4 |
|                                                    | Labour            | Iwan Wyn Jones   | 1,902  | 6.5  | −2.3 |
|                                                    | Green             | Brian Williams   | 1,223  | 4.1  | −1.1 |
| Majorité                                           | Majorité          | Majorité         | 2,408  | 8.2  | +2.1 |
| Participation                                      | Participation     | Participation    | 29,485 | 56.1 | +4.2 |
|                                                    | Plaid Cymru hold  | Plaid Cymru hold | Swing  |      |      |

| Élections de l'Assemblée galloise 2011: Ceredigion |                   |                  |        |      |      |
| Parti                                              | Parti             | Candidat         | Votes  | %    | ±    |
|                                                    | Plaid Cymru       | Elin Jones       | 12,020 | 41.3 | −7.9 |
|                                                    | Liberal Democrats | Elizabeth Evans  | 10,243 | 35.2 | −0.9 |
|                                                    | Conservateur      | Luke Evetts      | 2,755  | 9.5  | +1.6 |
|                                                    | Labour            | Richard Boudier  | 2,544  | 8.7  | +3.7 |
|                                                    | Green             | Chris Simpson    | 1,514  | 5.2  | N/A  |
| Majorité                                           | Majorité          | Majorité         | 1,777  | 6.1  | -7.0 |
| Participation                                      | Participation     | Participation    | 29,076 | 51.9 | −3.8 |
|                                                    | Plaid Cymru hold  | Plaid Cymru hold | Swing  |      |      |

### Élections dans les années 2000
| Élections de l'Assemblée galloise 2007: Ceredigion |                   |                  |        |      |      |
| Parti                                              | Parti             | Candidat         | Votes  | %    | ±    |
|                                                    | Plaid Cymru       | Elin Jones       | 14,818 | 49.2 | +4.1 |
|                                                    | Liberal Democrats | John Davies      | 10,863 | 36.1 | +8.5 |
|                                                    | Conservateur      | Trefor Jones     | 2,369  | 7.9  | −3.2 |
|                                                    | Labour            | Linda Grace      | 1,530  | 5.1  | −7.5 |
|                                                    | Indépendant       | Emyr Morgan      | 528    | 1.8  | +1.8 |
| Majorité                                           | Majorité          | Majorité         | 3,955  | 13.1 | −4.4 |
| Participation                                      | Participation     | Participation    | 30,108 | 55.7 | +5.9 |
|                                                    | Plaid Cymru hold  | Plaid Cymru hold | Swing  | −2.3 |      |

| Élections de l'Assemblée galloise 2003: Ceredigion |                   |                  |        |      |       |
| Parti                                              | Parti             | Candidat         | Votes  | %    | ±     |
|                                                    | Plaid Cymru       | Elin Jones       | 11,883 | 45.1 | −2.7  |
|                                                    | Liberal Democrats | John Davies      | 7,265  | 27.6 | +16.4 |
|                                                    | Labour            | Rhianon Passmore | 3,308  | 12.6 | −3.1  |
|                                                    | Conservateur      | Owen J. Williams | 2,923  | 11.1 | +1.9  |
|                                                    | UKIP              | Ian J. Sheldon   | 940    | 3.6  | +3.6  |
| Majorité                                           | Majorité          | Majorité         | 4,618  | 17.5 | −14.6 |
| Participation                                      | Participation     | Participation    | 26,470 | 50.0 | −8.0  |
|                                                    | Plaid Cymru hold  | Plaid Cymru hold | Swing  | −9.4 |       |

### Élections dans les années 1990
| Élections de l'Assemblée galloise 1999: Ceredigion |                                       |                       |        |      |     |
| Parti                                              | Parti                                 | Candidat              | Votes  | %    | ±   |
|                                                    | Plaid Cymru                           | Elin Jones            | 15,258 | 47.8 | N/A |
|                                                    | Labour                                | Maria Battle          | 5,009  | 15.7 | N/A |
|                                                    | Indépendant                           | David Lloyd Evans     | 4,114  | 12.9 | N/A |
|                                                    | Liberal Democrats                     | Doiran D. Evans       | 3,571  | 11.2 | N/A |
|                                                    | Conservateur                          | Henri J. Lloyd Davies | 2,944  | 9.2  | N/A |
|                                                    | Green                                 | Dave H. Bradney       | 1,002  | 3.1  | N/A |
| Majorité                                           | Majorité                              | Majorité              | 10,249 | 32.1 | N/A |
| Participation                                      | Participation                         | Participation         | 31,898 | 57.8 | N/A |
|                                                    | Plaid Cymru Vainqueur (nouveau siège) |                       |        |      |     |